# Немойки
Немойки (пол. Niemojki) — село в Польщі, у гміні Лосиці Лосицького повіту Мазовецького воєводства. Населення — 892 особи (2011).

## Історія
За даними етнографічної експедиції 1869—1870 років під керівництвом Павла Чубинського, у селі переважно проживали римо-католики, меншою мірою — греко-католики, які здебільшого розмовляли українською мовою.
У 1975—1998 роках село належало до Білопідляського воєводства.

## Населення
Демографічна структура станом на 31 березня 2011 року:
|          | Загалом | Допрацездатний вік | Працездатний вік | Постпрацездатний вік |
| -------- | ------- | ------------------ | ---------------- | -------------------- |
| Чоловіки | 455     | 98                 | 303              | 54                   |
| Жінки    | 437     | 76                 | 247              | 114                  |
| Разом    | 892     | 174                | 550              | 168                  |